# Mazières-en-Mauges
Pour les articles homonymes, voir Mazières (homonymie).
Mazières-en-Mauges est une commune française située dans le département de Maine-et-Loire, en région Pays de la Loire.

## Géographie

### Localisation
Commune angevine des Mauges, Mazières-en-Mauges se situe près de la ville de Cholet, sur la route D 200, Nuaillé - La Tessoualle.

### Climat
Pour des articles plus généraux, voir Climat des Pays de la Loire et Climat de Maine-et-Loire.
En 2010, le climat de la commune est de type climat océanique altéré, selon une étude du CNRS s'appuyant sur une série de données couvrant la période 1971-2000. En 2020, Météo-France publie une typologie des climats de la France métropolitaine dans laquelle la commune est exposée à un climat océanique et est dans une zone de transition entre les régions climatiques « Bretagne orientale et méridionale, Pays nantais, Vendée » et « Moyenne vallée de la Loire ».
Pour la période 1971-2000, la température annuelle moyenne est de 11,6 °C, avec une amplitude thermique annuelle de 14,2 °C. Le cumul annuel moyen de précipitations est de 789 mm, avec 12,2 jours de précipitations en janvier et 6,5 jours en juillet. Pour la période 1991-2020, la température moyenne annuelle observée sur la station météorologique de Météo-France la plus proche, sur la commune de Cholet à 5 km à vol d'oiseau, est de 12,3 °C et le cumul annuel moyen de précipitations est de 772,5 mm,. Pour l'avenir, les paramètres climatiques de la commune estimés pour 2050 selon différents scénarios d'émission de gaz à effet de serre sont consultables sur un site dédié publié par Météo-France en novembre 2022.

## Urbanisme

### Typologie
Au 1er janvier 2024, Mazières-en-Mauges est catégorisée ceinture urbaine, selon la nouvelle grille communale de densité à sept niveaux définie par l'Insee en 2022.
Elle est située hors unité urbaine. Par ailleurs la commune fait partie de l'aire d'attraction de Cholet, dont elle est une commune de la couronne,. Cette aire, qui regroupe 26 communes, est catégorisée dans les aires de 50 000 à moins de 200 000 habitants,.

### Occupation des sols
L'occupation des sols de la commune, telle qu'elle ressort de la base de données européenne d’occupation biophysique des sols Corine Land Cover (CLC), est marquée par l'importance des territoires agricoles (84 % en 2018), en diminution par rapport à 1990 (86,6 %). La répartition détaillée en 2018 est la suivante : 
terres arables (45,3 %), prairies (22,3 %), zones agricoles hétérogènes (16,4 %), forêts (10,3 %), zones urbanisées (5,3 %), eaux continentales (0,4 %). L'évolution de l’occupation des sols de la commune et de ses infrastructures peut être observée sur les différentes représentations cartographiques du territoire : la carte de Cassini (XVIIIe siècle), la carte d'état-major (1820-1866) et les cartes ou photos aériennes de l'IGN pour la période actuelle (1950 à aujourd'hui).

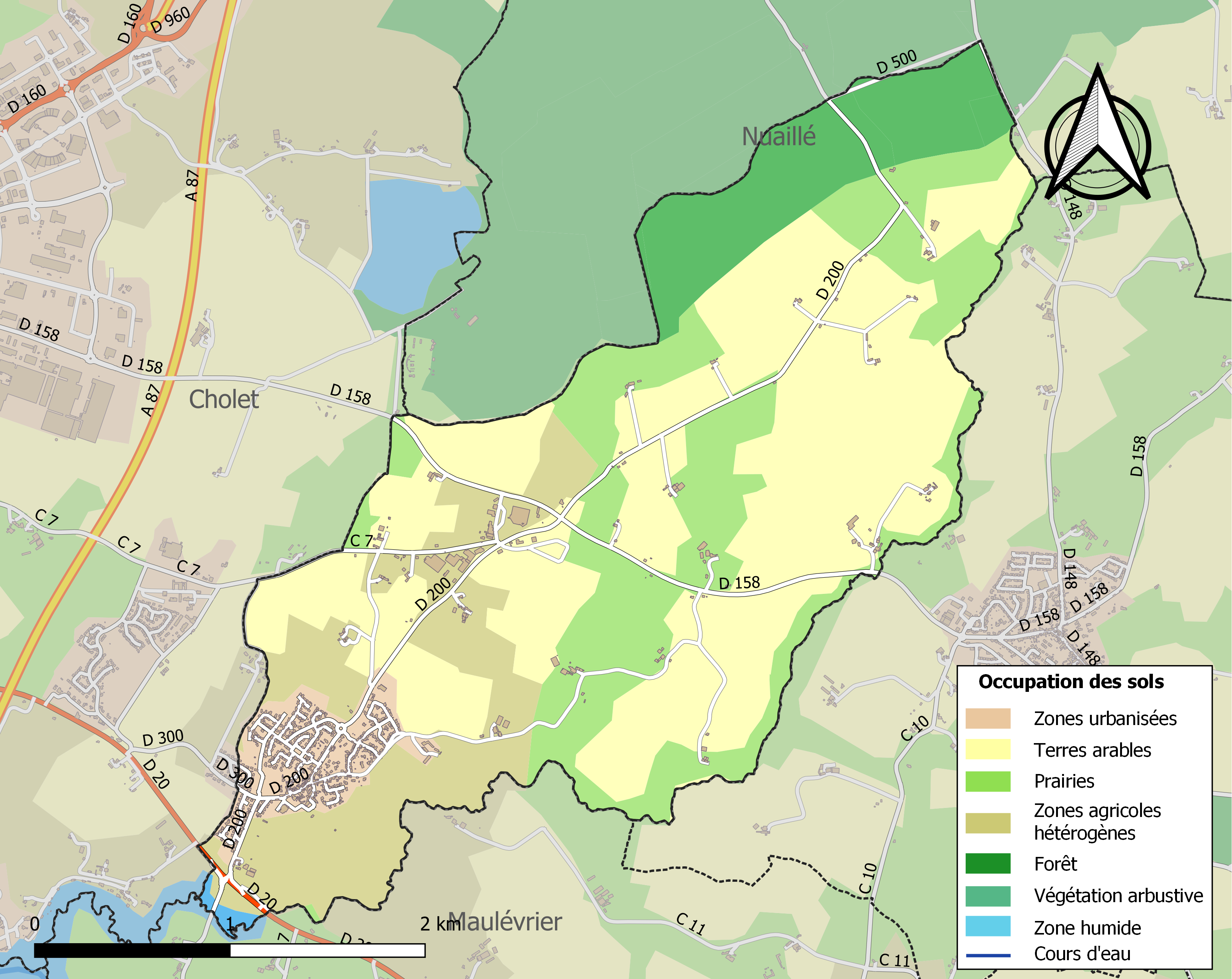
Carte des infrastructures et de l'occupation des sols de la commune en 2018 (CLC).

## Toponymie
Mazeriae au XIIIe siècle, Mazières en 1494. Du bas latin maceria qui désigne des ruines, notamment des sites gallo-romains ruinés par les invasions barbares des IVe et Ve siècles,.

## Histoire
Lors de différentes fouilles depuis le début des années 1980, de nombreux restes d'implantations des époques gallo-romaine et médiévale ont été retrouvés, notamment des ateliers d'artisans, des puits et des fours d'époque romaine.
Après le Ve siècle, il ne semble plus y avoir d'occupation du site et les populations s'installent plus à l'ouest, dans ce qui devient le bourg de Cholet. Le site de Mazières est peut-être réoccupé plus tard. En tout cas au Moyen Âge existe un habitat villageois avec un château dont il ne reste que la grange, retrouvée récemment. Contrairement à ce que laisse croire son nom actuel, qui date de l'époque contemporaine, Mazières ne faisait à l'origine pas partie des Mauges mais plutôt du comté de Poitiers jusqu'en 1317, comme l'indique le nom de la paroisse (Sainte-Radegonde) et fut probablement intégrée avec Cholet dans l'Anjou par le comte Foulques Nerra. Selon l'historien, le chanoine Charles Théodore Urseau : « l'église de la paroisse Sainte-Radegonde a appartenu, par la suite, comme celle de Maulévrier, au diocèse de Maillezais jusqu'en 1648, elle dépendait encore de La Rochelle au moment de la Révolution. La nouvelle église date de 1901. Construite dans le style du XIIIe siècle par l'architecte Tessier, elle occupe l'emplacement de l'ancienne église, qui remontait seulement à 1837 et qui fut détruite par un incendie ».

## Politique et administration

### Administration municipale
| Période                                  | Période                   | Identité           | Étiquette | Qualité |
| ---------------------------------------- | ------------------------- | ------------------ | --------- | ------- |
| 1801                                     |                           | Gabard             |           |         |
| 1816                                     |                           | René Louétière     |           |         |
| 25 mai 1821                              |                           | René Gourichon     |           |         |
| 16 novembre 1821                         |                           | Michel Humeau      |           |         |
| 1826                                     |                           | René Louétière     |           |         |
| 1852                                     |                           | Jean-Pierre Marie  |           |         |
| 1884                                     |                           | Alphonse Migneau   |           |         |
| 1900                                     |                           | Auguste Nonballais |           |         |
| 1912                                     |                           | Paul Maillet       |           |         |
| 1925                                     |                           | Maurice Ligot      |           |         |
| 1953                                     |                           | Gabriel Maillet    |           |         |
| 1971                                     |                           | Alfred Demartial   |           |         |
| 1983                                     | 2001                      | Yves Langé         |           |         |
| mars 2001                                | mars 2008                 | Paul Huvelin       |           |         |
| avril 2014                               | En cours (au 28 mai 2020) | Guy Sourisseau,    |           |         |
| Les données manquantes sont à compléter. |                           |                    |           |         |

### Intercommunalité
La commune est membre de Cholet Agglomération.

## Population et société

### Démographie

#### Évolution démographique
L'évolution du nombre d'habitants est connue à travers les recensements de la population effectués dans la commune depuis 1793. Pour les communes de moins de 10 000 habitants, une enquête de recensement portant sur toute la population est réalisée tous les cinq ans, les populations de référence des années intermédiaires étant quant à elles estimées par interpolation ou extrapolation. Pour la commune, le premier recensement exhaustif entrant dans le cadre du nouveau dispositif a été réalisé en 2008.

En 2022, la commune comptait 1 257 habitants, en évolution de +8,93 % par rapport à 2016 (Maine-et-Loire : +2,12 %, France hors Mayotte : +2,11 %).
| 1793 | 1800 | 1806 | 1821 | 1831 | 1836 | 1841 | 1846 | 1851 |
| ---- | ---- | ---- | ---- | ---- | ---- | ---- | ---- | ---- |
| 329  | 240  | 342  | 394  | 458  | 455  | 441  | 444  | 458  |

| 1856 | 1861 | 1866 | 1872 | 1876 | 1881 | 1886 | 1891 | 1896 |
| ---- | ---- | ---- | ---- | ---- | ---- | ---- | ---- | ---- |
| 470  | 494  | 508  | 498  | 483  | 481  | 487  | 477  | 455  |

| 1901 | 1906 | 1911 | 1921 | 1926 | 1931 | 1936 | 1946 | 1954 |
| ---- | ---- | ---- | ---- | ---- | ---- | ---- | ---- | ---- |
| 403  | 402  | 388  | 347  | 350  | 363  | 363  | 374  | 425  |

| 1962 | 1968 | 1975 | 1982 | 1990 | 1999 | 2006 | 2008 | 2013  |
| ---- | ---- | ---- | ---- | ---- | ---- | ---- | ---- | ----- |
| 407  | 405  | 536  | 698  | 836  | 954  | 963  | 965  | 1 055 |

| 2018  | 2022  | - | - | - | - | - | - | - |
| ----- | ----- | - | - | - | - | - | - | - |
| 1 200 | 1 257 | - | - | - | - | - | - | - |

#### Pyramide des âges
La population de la commune est relativement jeune.
En 2018, le taux de personnes d'un âge inférieur à 30 ans s'élève à 38,4 %, soit au-dessus de la moyenne départementale (37,2 %). À l'inverse, le taux de personnes d'âge supérieur à 60 ans est de 22,0 % la même année, alors qu'il est de 25,6 % au niveau départemental.
En 2018, la commune comptait 596 hommes pour 604 femmes, soit un taux de 50,33 % de femmes, légèrement inférieur au taux départemental (51,37 %).
Les pyramides des âges de la commune et du département s'établissent comme suit.
| Hommes | Classe d’âge | Femmes |
| ------ | ------------ | ------ |
| 0,5    | 90 ou +      | 0,3    |
| 3,5    | 75-89 ans    | 5,1    |
| 18,3   | 60-74 ans    | 16,1   |
| 19,5   | 45-59 ans    | 20,5   |
| 19,8   | 30-44 ans    | 19,5   |
| 13,4   | 15-29 ans    | 14,6   |
| 25,0   | 0-14 ans     | 23,8   |

| Hommes | Classe d’âge | Femmes |
| ------ | ------------ | ------ |
| 0,9    | 90 ou +      | 2,1    |
| 7      | 75-89 ans    | 9,5    |
| 16,2   | 60-74 ans    | 16,9   |
| 19,4   | 45-59 ans    | 18,7   |
| 18,2   | 30-44 ans    | 17,5   |
| 18,8   | 15-29 ans    | 17,6   |
| 19,5   | 0-14 ans     | 17,6   |

## Économie
Sur 62 établissements présents sur la commune à fin 2010, 23 % relèvent du secteur de l'agriculture (pour une moyenne de 17 % sur le département), 18 % du secteur de l'industrie, 15 % du secteur de la construction, 37 % de celui du commerce et des services et 8 % du secteur de l'administration et de la santé. Cinq ans plus tard, en 2015, sur les 70 établissements présents, 19 % relèvent du secteur de l'agriculture (pour une moyenne de 11 % sur le département), 20 % du secteur de l'industrie, 7 % de celui de la construction, 49 % du secteur du commerce et des services et 6 % de celui de l'administration et de la santé.

## Lieux et monuments

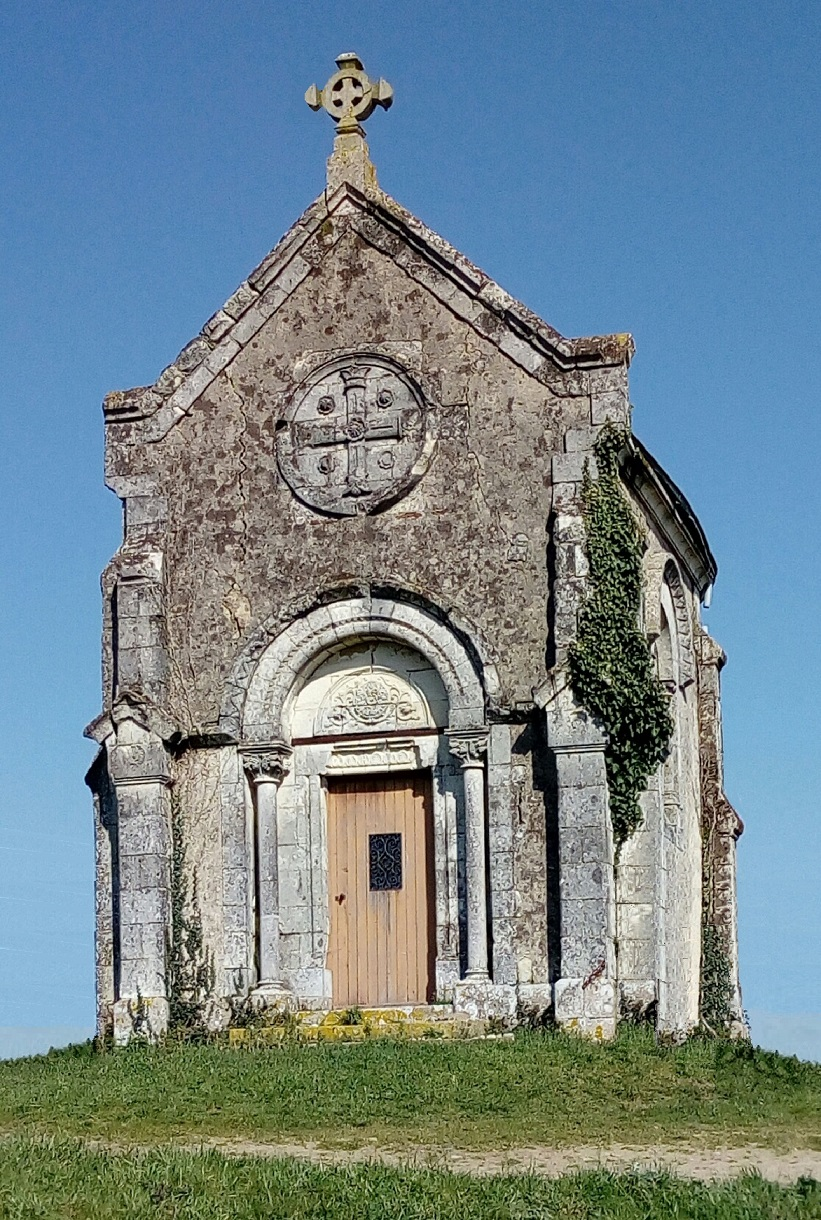
Chapelle Saint-Joseph à la Liodière.

- Chapelle Saint Joseph (XIXe siècle), bâtie vers 1870[29], dans le style du XIIe siècle, elle s'élève sur le bord de la nouvelle route qui conduit à la Tessoualle[16] ;
- Église Sainte-Radegonde (XXe siècle) ;
- Ancienne maison seigneuriale (XVIe siècle) ;
- Parc Demartial (XIXe siècle).